# Landesgesetzblatt für Oberösterreich

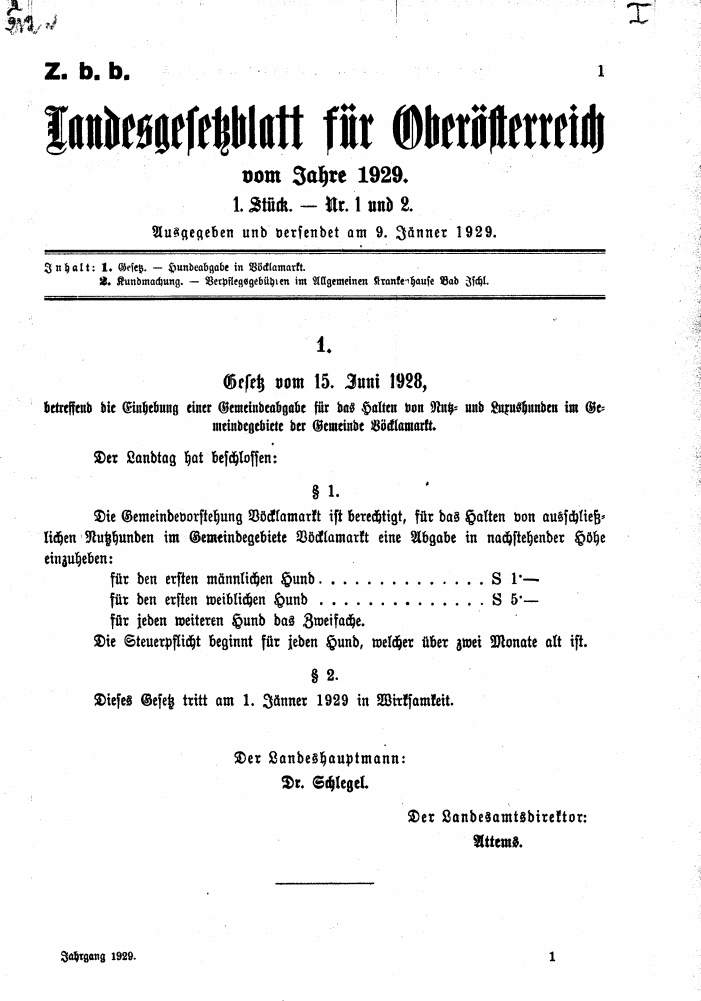
Das erste Landesgesetzblatt für Oberösterreich, ausgegeben am 9. Jänner 1929

Das Landesgesetzblatt für Oberösterreich ist ein von der oberösterreichischen Landesregierung herausgegebenes Gesetzblatt. In ihm werden die Landesgesetze, Verordnungen der Landesregierung und des Landeshauptmannes als Organ der mittelbaren Bundesverwaltung, Sprüche des Verfassungsgerichtshofes über die Aufhebung von Landesgesetzen und Staatsverträge (unter anderem Vereinbarungen gemäß Art. 15a B-VG) veröffentlicht. Die rechtliche Grundlage bilden das Oö. Landes-Verfassungsgesetz sowie das Oö. Verlautbarungsgesetz 2015.
Ein erstes eigenes Gesetzblatt für Oberösterreich (beziehungsweise damals das Kronland Österreich ob der Enns) gab es erstmals im Jahre 1849 mit dem Allgemeinen Landes-Gesetz- und Regierungsblatt für die Kronländer Österreich ob der Enns und Salzburg, welches über die Jahre immer wieder umbenannt wurde. Nach der Auflösung des Kaisertums Österreich im Jahr 1918 wurde das Landesgesetz- und Verordnungsblatt für das Erzherzogthum Österreich ob der Enns vom Landesgesetz- und Verordnungsblatt für Oberösterreich abgelöst, welches anschließend bis 1924 unter dem Titel Landesgesetz- und Verordnungsblatt für Österreich ob der Enns herausgegeben wurde. Im Jahr 1925 wurde es in Landesgesetz- und Verordnungsblatt für Oberösterreich und schließlich mit Wirkung zum 1. Jänner 1929 in den heute noch bestehenden Titel Landesgesetzblatt für Oberösterreich umbenannt.
Bis Ende 2014 wurden die Landesgesetzblätter direkt vom Amt der oberösterreichischen Landesregierung in Linz gedruckt, seit dem 1. Jänner 2015 werden sie – wie das Bundesgesetzblatt – im Rechtsinformationssystem des Bundeskanzleramtes veröffentlicht.
In der Bibliothek für historische Rechts- und Gesetzestexte ALEX der Österreichischen Nationalbibliothek können auch ältere Gesetzblätter eingesehen werden.